# GM Sequel
Der General Motors Sequel wurde im Jahr 2005 auf der North American International Motor Show in Detroit als Konzeptfahrzeug präsentiert.

## Technik

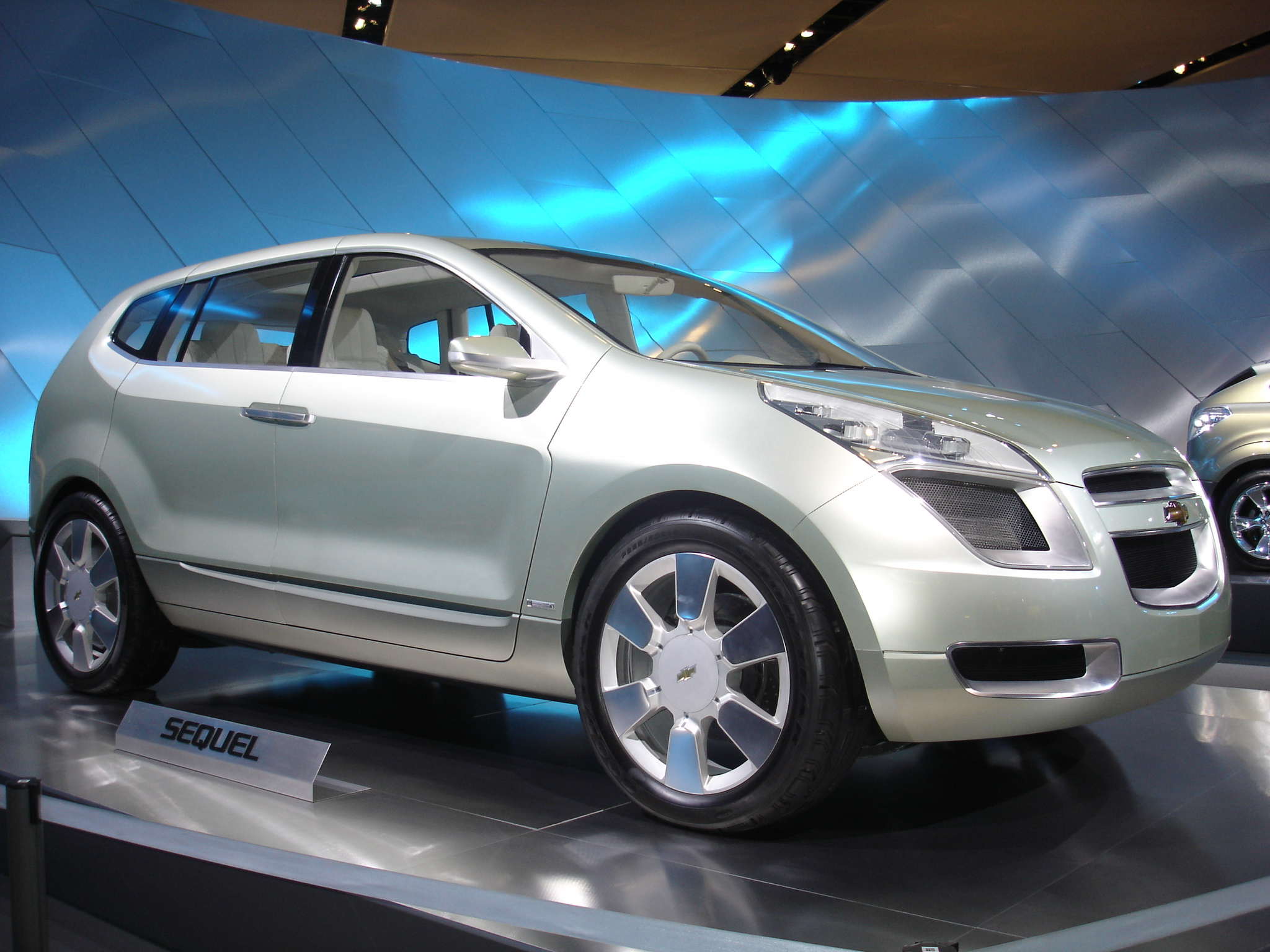
2006er Chevrolet Sequel

Die Brennstoffzellentechnik basiert auf der des HydroGen3 von Opel und leistet 94 kW. Ein Lithium-Ionen-Akkumulator unterstützt die Brennstoffzelle als Energiespeicher. Dieser Akkumulator wiederum kann 65 kW beisteuern. Für den Allradantrieb sorgen der 60 kW starke Frontmotor und die beiden 25 kW Radnabenmotoren in den Hinterrädern. Als Höchstgeschwindigkeit werden 145 km/h angegeben und die Beschleunigung erfolgt von 0 auf 100 km/h in 10 Sekunden. Die für 700 bar ausgelegten Drucktanks können 8 Kilogramm Wasserstoff speichern.
2006 wurde eine verbesserte Version des Sequel unter dem Markenzeichen Chevrolet vorgestellt. Mit diesem verbesserten Fahrzeug wurde eine öffentlichkeitswirksame Fahrt über 300 Meilen (480 Kilometer) ohne Tankstopp absolviert.
Nachfolger wurde der GM HydroGen4.